# Tachisme

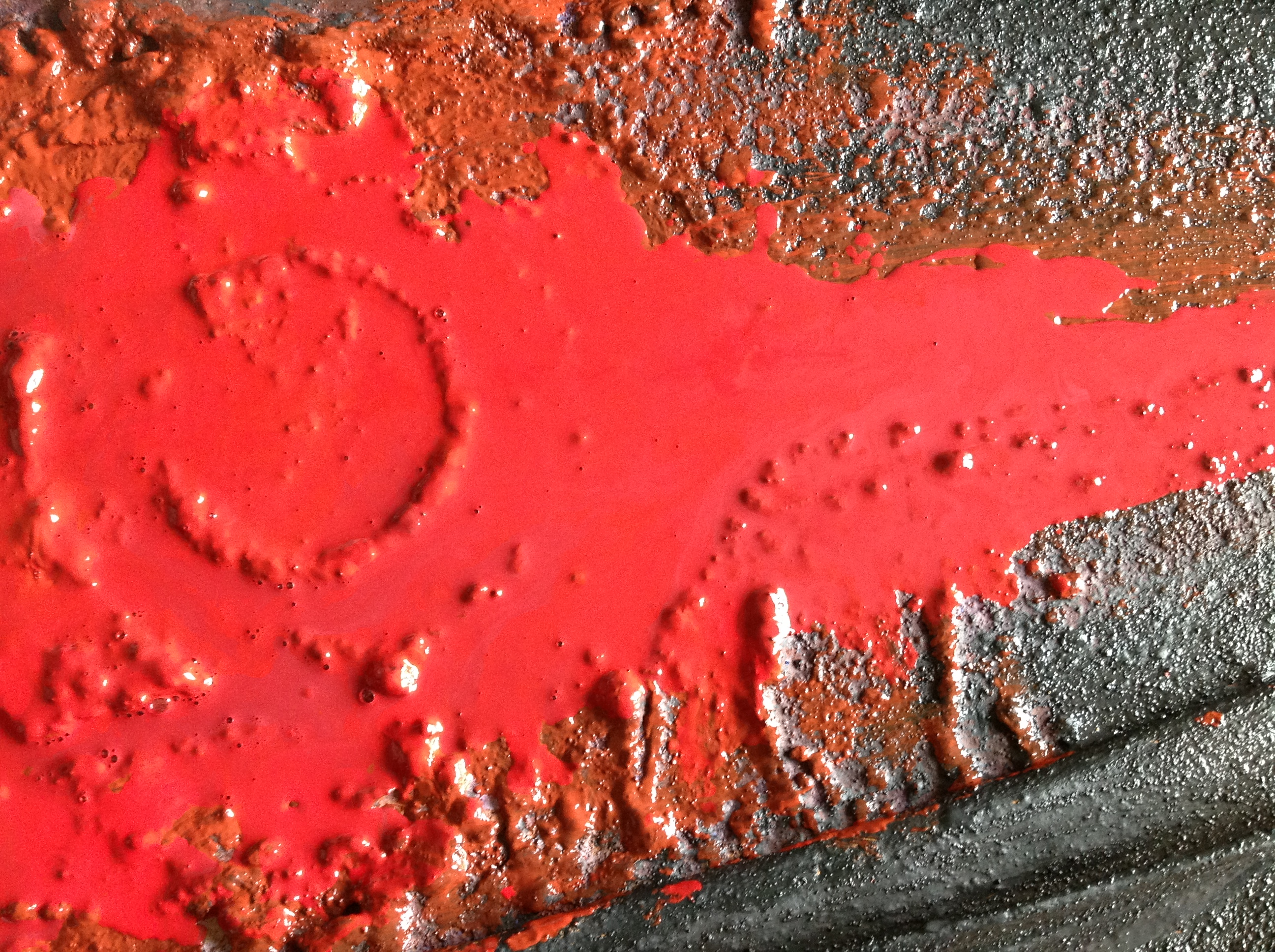

Le tachisme est un style de peinture abstraite répandu en France dans les années 1950. 
Ce mouvement est souvent considéré comme l'équivalent européen de la tendance de l'expressionnisme abstrait américain représentée par l'action painting.
Il désigne l'un des aspects de l'art informel, au sein de l'une de ses composantes dénommée abstraction lyrique.

## Histoire
Le terme « tachisme » a d'abord été employé vers 1880 pour définir une variante du pointillisme. Il court alors les journaux avec tous les —ismes par lesquels se désignent les courants artistiques de l'époque. Le critique Félix Fénéon l'emploie en 1889 pour décrire la technique qui, en 1862, valut leur nom aux macchiaioli italiens, dont une toile de Giovanni Fattori fut exposée en 1867 à Florence sous le titre Le macchiaiole (« Les petites taches »). 
Maurice Denis l'emploie encore en 1909 pour les fauves.
Le critique Pierre Guéguen l'emploie péjorativement en 1951. 
Il a ensuite été réutilisé en 1952 sur l'initiative du critique Michel Tapié dans son livre Un art autre pour désigner un des aspects de l'art informel, qui correspond aux techniques gestuelles équivalentes à celles apparues à partir de 1946 chez Jackson Pollock au sein de l'expressionnisme abstrait et qui seront qualifiées d'action painting par le critique américain Harold Rosenberg en 1952.
L'expression sera également utilisée en 1954, par le critique Charles Estienne, pour définir notamment le travail de Hartung, Riopelle et Soulages, puis dans son ouvrage L'Art à Paris 1945-1966. 
Ce style de peinture, qui est une réaction au cubisme et à l'abstraction géométrique, se caractérise par l'exécution de taches de couleur résultant de projections, d'éclaboussures au pinceau ou de jets spontanés de peinture sur la toile posée verticalement ou horizontalement, par des coulures, réalisées éventuellement à l'aide de récipients troués selon la technique employée par Jackson Pollock ou directement à partir du tube comme chez Georges Mathieu, parfois avec quelques réminiscences de la calligraphie, notamment dans le dessin.
Le tachisme prétend s'exprimer par la matière picturale seule et s'oppose ainsi également à la peinture abstraite européenne des années 1940-50 qui, tout en répudiant le contenu figuratif, reste fidèle en général à des valeurs classiques de composition. 
On en retrouve également des prémices chez les surréalistes qui expérimentèrent diverses techniques et formes d'automatismes (Picabia, La Sainte Vierge, 1920, MNAM, Paris). Les giclées de peinture utilisées par Max Ernst et par André Masson vers 1940, purement surréalistes par le rôle qu'y joue le hasard, sont « tachistes » avant la lettre et purent même exercer une influence directe sur le dripping de Pollock lors du séjour de Masson et d'Ernst aux États-Unis pendant la Seconde Guerre mondiale.

## Artistes
- Wols (Alfred Otto Wolfgang Schulze) (1913-1951)
- Camille Bryen (1907-1977), par exemple avec des taches de cire de bougie
- Jean-Paul Riopelle, par des éclaboussures sur la toile verticale
- Henri Michaux (1899-1984), aspect calligraphique
- Jean Fautrier (1898-1964)
- Jean Dubuffet (1901-1985), notamment dans ses dessins
- Suzanne Chapelle (1913-1996), part abstraite de l'œuvre, après 1963
- Sam Francis (1923-1994)
- Georges Mathieu (1921-2012)
- Jean Messagier (1920-1999)
- Arnulf Rainer (né en 1929)
- Marie Raymond (1908-1989)
- Kristine Tissier (1928-2010), notamment dans sa période 1988-1989
- Jean Jégoudez (1915-2007)
- Aurel Cojan (1914-2005)

Et par extension (projections de type calligraphique) :
- Hans Hartung (1904-1989)
- Pierre Soulages (né en 1919)
- Bram Bogart
- Las Tachas (2013)